# Читипа
Читипа е една от 28-те области на Малави. Разположена е в северния регион на страната и граничи с Танзания и Замбия. Столицата на областта е град Читипа, площта е 4334 км², а населението (по преброяване от септември 2018 г.) е 940 184 души.